# 6 Dywizja Strzelców Spadochronowych (III Rzesza)
6 Dywizja Strzelców Spadochronowych (niem. 6. Fallschirm-Jäger-Division) – improwizowana niemiecka dywizja strzelców spadochronowych z okresu II wojny światowej.

## Historia
6 Dywizję Spadochronową pospiesznie zorganizowano w czerwcu 1944 roku w Normandii wobec inwazji wojsk alianckich. Składała się z dwóch pułków: Fallschirmjägerregiment Nr 17 i Fallschirmjägerregiment Nr 18. Dywizja została rozbita podczas walk w Normandii, a jej resztki włączono do nowo utworzonej 7 Dywizji Spadochronowej.
Dywizję odtworzono jesienią 1944 roku w rejonie Arnhem. Następnie brała ona udział w walkach na froncie zachodnim. Została ponownie rozbita pod Zutphen na początku 1945 roku.